# Coppa del mondo di ciclismo su strada 1989
La Coppa del mondo di ciclismo su strada 1989 fu la prima edizione della competizione internazionale della Unione Ciclistica Internazionale. Composta da dodici eventi, si tenne tra il 18 marzo ed il 14 ottobre 1989. Venne vinta dall'irlandese della PDM-Concorde Sean Kelly.

## Calendario
| Data         | Evento                             | Vincitore           | Squadra                    | Leader della Cl. mondiale |
| ------------ | ---------------------------------- | ------------------- | -------------------------- | ------------------------- |
| 18 marzo     | Milano-Sanremo (1989)              | Laurent Fignon      | Super U-Raleigh-Fiat       |                           |
| 2 aprile     | Giro delle Fiandre (1989)          | Edwig Van Hooydonck | Superconfex-Yoko           |                           |
| 9 aprile     | Paris-Roubaix (1989)               | Jean-Marie Wampers  | Panasonic-Isostar          |                           |
| 16 aprile    | Liegi-Bastogne-Liegi (1989)        | Sean Kelly          | PDM-Concorde               |                           |
| 22 aprile    | Amstel Gold Race (1989)            | Eric Van Lancker    | Panasonic-Isostar          |                           |
| 30 luglio    | Wincanton Classic (1989)           | Frans Maassen       | Superconfex-Yoko           |                           |
| 6 agosto     | Grand Prix des Amériques (1989)    | Jörg Müller         | PDM-Concorde               |                           |
| 12 agosto    | Classica di San Sebastián (1989)   | Gerhard Zadrobilek  | 7 Eleven-American Airlines |                           |
| 20 agosto    | Meisterschaft von Zürich (1989)    | Steve Bauer         | Helvetia-La Suisse         |                           |
| 17 settembre | Grand Prix de la Libération (1989) | TVM-Yoko            | TVM-Yoko                   |                           |
| 8 ottobre    | Paris-Tours (1989)                 | Jelle Nijdam        | Superconfex-Yoko           |                           |
| 14 ottobre   | Giro di Lombardia (1989)           | Tony Rominger       | Chateau d'Ax               |                           |

## Classifiche
| Pos. | Corridore           | Squadra      | Punti |
| ---- | ------------------- | ------------ | ----- |
| 1    | Sean Kelly          | PDM-Concorde | 44    |
| 2    | Tony Rominger       | Chateau d'Ax | 32    |
| 3    | Rolf Sørensen       | Ariostea     | 27    |
| 4    | Frans Maassen       | Superconfex  | 23    |
| 5    | Steve Bauer         | Helvetia     | 23    |
| 6    | Edwig Van Hooydonck | Superconfex  | 20    |
| 7    | Herman Frison       | Histor-Sigma | 19    |
| 8    | Charly Mottet       | RMO          | 19    |
| 9    | Raúl Alcalá         | PDM-Concorde | 19    |
| 10   | Sammie Moreels      | Lotto        | 19    |

| Pos. | Squadra            | Punti |
| ---- | ------------------ | ----- |
| 1    | PDM-Concorde       | 120   |
| 2    | Helvetia-La Suisse | 101   |
| 3    | Histor-Sigma       | 78    |
| 4    | Panasonic-Isostar  | 66    |
| 5    | TVM-Yoko           | 45    |